# Igreja do Ressuscitado
A Igreja do Ressuscitado que Passou pela Cruz é um templo católico localizado em Aquiraz, Ceará, Brasil, na sede da Diaconia Geral da Comunidade Católica Shalom. Inaugurada em 1 de novembro de 2024, é a primeira igreja construída pela comunidade, com uma área de 2.216 m² e capacidade para cerca de 1.000 fiéis. A dedicação foi presidida por Dom Gregório Paixão, arcebispo da Arquidiocese de Fortaleza, com a presença do Núncio Apostólico no Brasil, Dom Giambattista Diquattro.

## História
A construção começou em 2013, com a bênção da pedra fundamental, e foi concluída em 2024. A igreja é considerada um marco para a Comunidade Shalom, fundada em 1982 por Moysés Azevedo, e reflete seu carisma centrado no mistério pascal de Cristo. O projeto, de estilo contemporâneo, foi destaque em reportagens por sua relevância espiritual e arquitetônica na região metropolitana de Fortaleza.

## Notoriedade
A dedicação do templo atraiu cerca de 6.000 pessoas e foi amplamente coberta por meios de comunicação católicos e regionais, como o Vatican News e o jornal O Povo, destacando sua importância como o primeiro templo no mundo com esse título.